# Jennifer Phang
Jennifer Phang é uma cineasta mais conhecida por seus longa-metragens Advantageous (2015), que estreiou em 2015 no Sundance Film Festival e ganhou um prêmio de juri especial pela visão colaborativa, e Half-Life (2008), que também estreou no Sundance Film Festival e ganhou o prêmio de "Melhor Filme" em diversos festivais.